# Acronicta felina
Acronicta felina là một loài bướm đêm trong họ Noctuidae.